# The Ignition Factor
The Ignition Factor, i Japan känt som Fire Fighting (ファイヤー・ファイティング?), är ett SNES-spel utgivet av Jaleco och till Wiis Virtual Console i Japan den 1 mars 2011, i PAL-regionen den 29 april samma år och i Nordamerika den 25 augusti det året.

## Handling
I spelet antar man rollen som brandman, och skall rädda människor från brinnande byggnader.

### Fotnoter
1. ↑  Miller, Skyler. ”The Ignition Factor”. Allgame. Arkiverad från originalet den 30 juni 2012. http://archive.is/2012.06.30-035820/http://www.allgame.com/game.php?id=11807. Läst 3 maj 2014.